# غیرشخصی (فیلم)
غیرشخصی (انگلیسی: Nothing Personal) فیلمی در ژانر درام به کارگردانی اورشولا آنتونیاک است که در سال ۲۰۰۹ منتشر شد. از بازیگران آن می‌توان به لاته فربیک و استیون ری اشاره کرد.